# 8800 Брофі
(8800) 1981 EB26 (1981 EB26, 1995 QL10) — астероїд головного поясу, відкритий 2 березня 1981 року.
Тіссеранів параметр щодо Юпітера — 3.180.